# Signiphoridae
Signiphoridae is een familie van vliesvleugelige insecten.

## Geslachten
- Clytina Erdös, 1957 (1)
- Chartocerus Motschulsky, 1859 (33)
- Signiphora Ashmead, 1880 (41)
- Thysanus Walker, 1840 (4)